# Szwajcarska Służba Ratownictwa Lotniczego

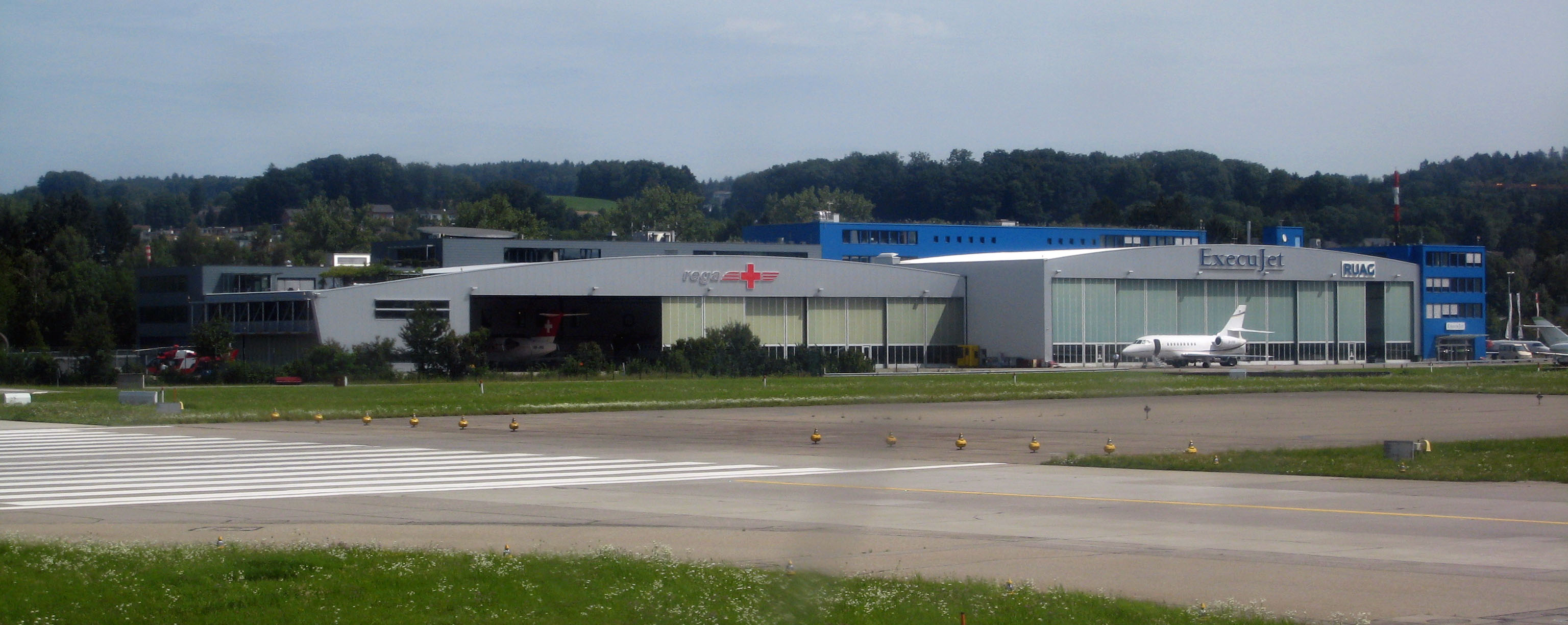
Baza REGA Zürich

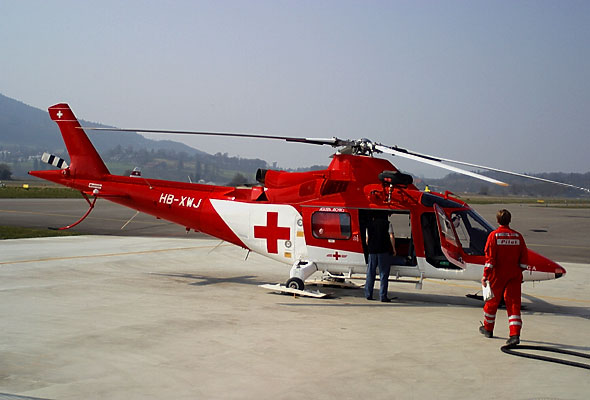
Śmigłowiec Pilatus Agusta A109 w jednej z baz REGA na lotnisku Berno-Belp

Zdjęcie sekwencyjne startu górskiego helikoptera Agusta A109 SP Grand "Da Vinci" ze szwajcarskiej służby ratownictwa powietrznego REGA

Szwajcarska Służba Ratownictwa Lotniczego, obecnie REGA (niem. Schweizerische Rettungsflugwacht (SRFW) – samodzielna szwajcarska prywatna fundacja pożytku publicznego, z siedzibą na terenie portu lotniczego Zürich-Kloten. Zajmuje się lotniczym ratownictwem medycznym na terenie Szwajcarii. 
Pomoc można wezwać pod alarmowym numerem telefonu "1414" (na terenie Szwajcarii) lub poprzez radio. REGA stanowi ogniwo tzw. łańcucha służb ratowniczych (niem. Rettungskette Schweiz) tego kraju (Swiss Rescue). 

## Historia
Fundacja została założona w wyniku decyzji podjętej 27 kwietnia 1952 roku przez zgromadzenie członków Szwajcarskiego Towarzystwa Ratownictwa Medycznego (niem. Schweizerische Lebensrettungs-Gesellschaft). 
Na podstawie umowy stowarzyszeniowej, zawartej 13 lipca 1981, jest członkiem korporacyjnym (o osobowości prawnej) Szwajcarskiego Czerwonego Krzyża i jako taki – fundacja jest uprawniona do stosowania znaku Czerwonego Krzyża. 

## Flota

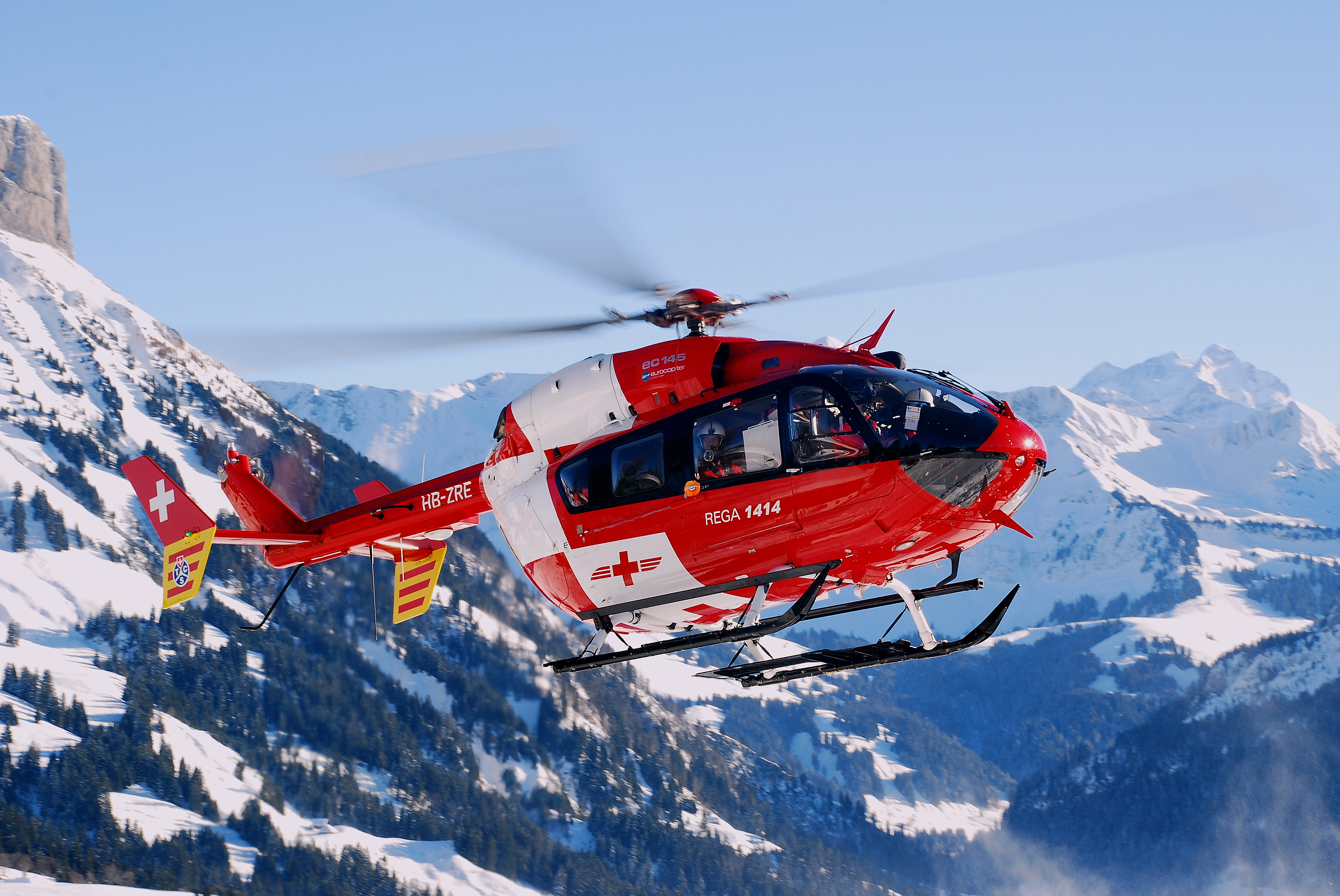
Eurocopter EC145 REGI z rejestracją HB-ZRE w locie podczas akcji na Marbachegg, Kanton Luzerna

Rega używa 18 śmigłowców ratowniczych oraz 3 odrzutowych samolotów dyspozycyjnych w wersji przystosowanej do długodystansowego przewozu chorych/ rannych. Park helikopterowy składa się z:
- 6 maszyn typu Eurocopter EC145 (wersja rozwojowa BK 117-C2), stacjonujących w bazach na terenach "płaskich", czyli w Bazylei, Zürichu, Bernie i Lozannie oraz
- 11 sztuk AgustaWestland A109S Grand Da Vinci, wersja rozwojowa Agusta A109E Power, dostosowana do akcji ratowniczych w wysokich górach, m.in. dzięki zastosowaniu mocniejszych silników); wyposażonych w 2 silniki turbinowe Pratt&Whitney po 815 KM.
 Stacjonują w ośmiu bazach górskich - Erstfeld, Locarno, Samedan, St. Gallen, Mollis, Untervaz, Zweisimmen i Wilderswil.
- 5 śmigłowców znajduje się w rezerwie; są wykorzystywane do szkoleń lub zastępują maszyny przechodzące właśnie przeglądy techniczne.

Flota samolotowa składa się z:
- 3 identycznych maszyn typu Canadair CL 604 „Challenger“ (znany również jako Bombardier Challenger 604) o zasięgu 6 500 km / 3500 nm, prędkości przelotowej 850 km/h / 528 mph, mogących zabrać na pokład 4 pacjentów na noszach.
- 1 Airbus Helicopters H125,  2016  training[1]

1 grudnia 2015 roku poinformowano o zamówieniu 3 śmigłowców AW 169 FIPS. Dostarczone modele mają być dostosowane do wykonywania lotów w każdych warunkach atmosferycznych i wyposażone w pełną instalację przeciwoblodzeniową. Zgodnie z założonym harmonogramem realizacji umowy zakontraktowane śmigłowce mają zostać przekazane do odbiorcy w 2021 roku. Zastąpią one część wyeksploatowanych obecnie maszyn typu EC145.
Zakup trzech nowych śmigłowców wraz z wyposażeniem medycznym na pochłonąć 50 milionów franków szwajcarskich (około 46 milionów euro). Wybór nowych śmigłowców został poprzedzony pracami studyjnymi i ocenami ofert. Prócz trzech egzemplarzy AW169, zakontraktowano również dostawę jednego A109 Grand New, który dostarczony zostanie w jesieni 2016 roku.

## Bazy Rega(alfabetycznie)

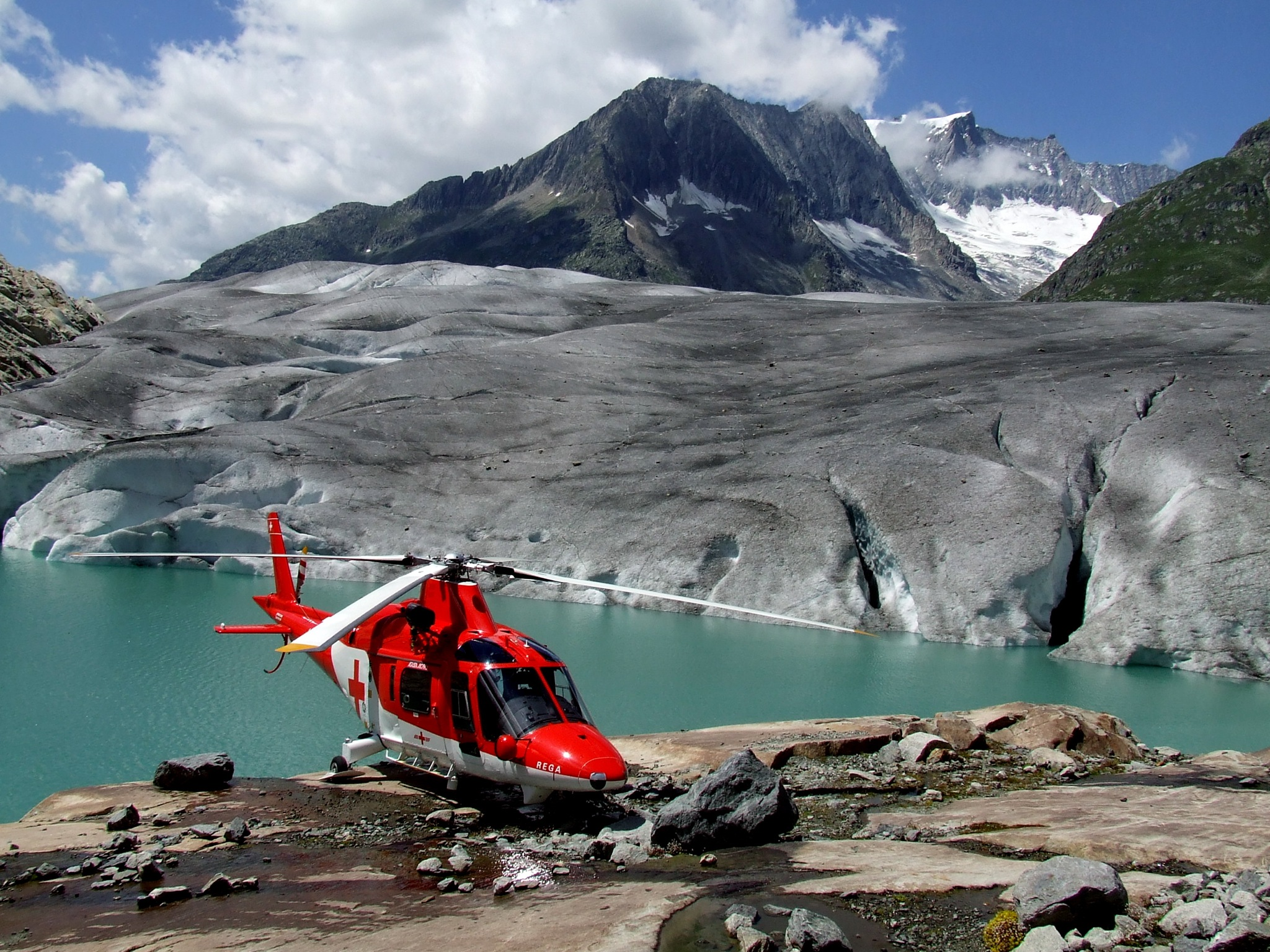
Śmigłowiec REGI podczas akcji na Lodowcu Aletsch

Bazy Regi to odpowiednik polskich baz HEMS Lotniczego Pogotowia Ratunkowego.

### BazyleaLFSB (Rega2)
Działa od 1975 roku w Porcie lotniczym Bazylea.

### BernoLSZB (Rega3)
Port lotniczy Berno-Belp od 1976 roku.

### DübendorfLSMD (Rega1)
Najstarsza jednostka Rega 1, od 1968 roku loty wykonywano z lotniska Zürich, od 1972 akcje prowadzono z prowizorycznej lokalizacji przy szpitalu dziecięcym w Zürichu. Wiosną 2003 Rega 1 rozpoczęła działanie z nowoczesnej bazy mieszczącej się na terenie wojskowego lotniska Dübendorf.

### ErstfeldLSXE (Rega8)
Baza startowa również dla ratownictwa górskiego, od 1966 roku, (Kanton Uri).

### Interlaken/WilderswilLSXI (Rega10)
Działa od 1971 roku, pierwotnie na lotnisku Interlaken, od 1982 z własną siedzibą w heliporcie Gsteigwiler. Od 10 maja 2008 w nowej lokalizacji Wilderswil. Wyspecjalizowana w wysokogórskich akcjach ratowniczych.

### LocarnoLSMO(Rega6)
Od 1980 roku bazuje na terenie (Kantonalnego portu lotniczego Locarno) w Kantonie Tessin. Obszar działania to również Kanton Tessin oraz część Kantonu Graubünden (Gryzonia). Baza obejmuje swym działaniem przygraniczne obszary sąsiednich Włoch. 

### LozannaLSGL (Rega4)
Od 1981 roku obsługuje rejon Jeziora Genewskiego.

### SamedanLSZS (Rega9)
Baza mieszcząca się od 1957 roku w Engadin, przeniesiona w 1977 roku na lotnisko w Samedan, gdzie posiada własną infrastrukturę.

### St. Gallen(Rega7)
Baza mieszcząca się od 1984 roku w Winkeln (pomiędzy Gossau a St. Gallen), obsługuje akcje w kantonach St. Gallen, Thurgau (Turgowia) Appenzell Innerrhoden i Ausserrhoden oraz w Księstwie Liechtenstein i nierzadko w przygranicznych rejonach Niemiec i Austrii. 

### UntervazLSXU (Rega5)
Od 1992 roku w północnej części Kantonu Graubünden mieści się jedna z nowszych baz Regi.